# Skavtski okoljski center Kočevski Rog
Skavtski okoljski center Kočevski Rog, s kratico »SOC«, se nahaja sredi mogočnih roških gozdov, na mestu, kjer je v začetku prejšnjega stoletja stala žaga Rog – tedaj največji industrijski obrat za razrez lesa na Slovenskem. Leta 1991 je Združenje slovenskih katoliških skavtinj in skavtov (ZSKSS) od Zavoda za gozdove Slovenije (ZGS) v upravljanje pridobilo hišo, ki je postala prostor razvijanja in podajanja okoljske vzgoje po skavtski metodi in je poleg skavtom namenjena tudi različnim skupinam, družinam in vsem, ki želijo spoznati, odkriti in doživeti stik z neokrnjeno naravo.

## Opis in kapacitete
Skavtski okoljski center sestavljata hiša in taborni prostor v neposredni okolici.
»Hiša« sprejme okoli 50 ljudi (lahko tudi več). Ima 4 spalnice (34 ležišč na pogradih) + 25 dodatnih ležišč (blazine), 2 večja skupna prostora, dobro opremljeno kuhinjo, jedilnico, dve kopalnici z WC-jem + 2 WC-ja in kletni prostor, kjer se nahaja Muzej Roške Žage. Opremljena je z električno (sončne celice), vodovodno in centralno napeljavo. Ogrevanje je na drva (pripravljena v drvarnici).
Okolica omogoča postavitev šotorov, namestitev visečih mrež in veliko naravnih danosti ter kulturnih znamenitosti. 
»Taborni prostor« je del kompleksa Skavtskega okoljskega centra. Sprejme do okoli 100 taborečih (možna postavitev 10 - 12 šotorov), na njem je možno postaviti tuše in umivalnico, ki se priključi na kapnico.
Možna je sočasna uporaba tabornega prostora in hiše. Bivanje je možno v vseh letnih časih.

## Namen in aktivnosti
Skavtski okoljski center ni namenjen le skavtom, ampak vsem, ki želite doživeti neokrnjen del narave.
Zaradi svoje lokacije, globoko v gozdovih Kočevskega Roga, je idealen za organizacijo različnih aktivnosti. V njem skavti ponujajo:
- »Svet brez tehnologije«, kjer lahko razbremenite svojo preobremenjeno glavo in se odmaknete od vsakodnevnega vrveža.
- »gozdna učna pot Skavtek«, s pomočjo katere na zabaven in okolju prijazen način spoznate naravo in njene prebivalce. Vodič na gozdni učni poti poskrbi tudi za interaktivne igre in prebujanje čutil.
- »Muzej Roške žage«, kjer lahko izkusite pretekli svet nekoč največjega lesnoindustrijskega obrata na Slovenskem, v neposredni okolici pa si ostanke Žage Rog ogledate tudi v živo.
- Nastanitev za »šole v naravi«, ki učencem omogoča izkustveno učenje, spoznavanje rastlin in živali v njihovem naravnem okolju. Na voljo je oprema za večdnevne tabore z urejenimi spalnimi prostori in kuhinjo, kar zagotavlja celovito izkušnjo bivanja v naravi in udobno nastanitev. Po dogovoru se lahko postavijo tudi šotori.
- Nastanitev za različne skupine, ki lahko tu najdejo prostor za oddih, za izvedbo programa, praznovanje, druženje, izobraževanje, za raziskovanje geografsko, kulturno, zgodovinsko in naravoslovno pestre okolice.
- »Program za šole, vrtce in mladinske organizacije«, kjer v osrčju narave s pomočjo skavtske metode otrokom in mladim predstavimo različne okoljske vsebine ter skavtske veščine. Program lahko zagotovimo v obliki naravoslovnega oz. okoljskega dne, izobraževalnega vikenda, pomoč pri izvedbi programa šole v naravi (do 2 dni v delovnem tednu).
- »Prostor za oddih družin«, kjer se lahko povežete s svojo družino in uživate v času, preživetem skupaj z ostalimi družinami/prijatelji.

### Programska orodja
Programska orodja so namenjena skupinam (otrok, mladih ter drugim), ki obiščejo Skavtski okoljski center. Gre za nabor dejavnosti, preko katerih želijo skavti obiskovalcem približati stik z naravo in jih spodbuditi k razvoju okoljsko naravnanega odnosa do nje.

## Naravne danosti in znamenitosti v okolici
- Vrh Roga (1099 mnm) z razglednim stolpom
- Ledena jama pri Kunču
- Pragozd »Rajhenavski Rog«
- Prelesnikova koliševka
- Jelka »Kraljica Roga«

## Lokacija in dostop
Skavtski okoljski center se nahaja v samem osrčju Kočevskega Roga, na lokaciji Rog. 
Do skavtskega okoljskega centra je mogoče priti peš, s kolesom, avtom ali avtobusom (redne avtobusne povezave ni), tako iz Kočevja kot iz vasi Podturn pri Dolenjskih toplicah. Cesta je makedamska, redno vzdrževana in v zimskem času tudi plužena, zato je možen dostop skozi vse leto.
Najhitrejša pot iz Ljubljane je po dolenjski avtocesti do izvoza Bič (30 km). Pri izvozu iz avtoceste zavijemo levo v smeri Žužemberk (13 km). V Žužemberku se odcepimo levo proti Dvoru oziroma Novemu mestu in vozimo po dolini reke Krke vse do vasi Soteska (10 km). V Soteski na začetku vasi zavijemo desno čez most in peljemo do vasi Podturn (4,5 km). Na začetku vasi Podturn zavijemo desno (tabla za Bazo 20) in sledimo oznakam za Rog, ki nas pripeljejo do Skavtskega okoljskega centra (13,5 km). Opisana pot iz Ljubljane traja približno 1h in 20 min. 
Možen pa je tudi dostop iz smeri Kočevja skozi Šalko vas in Željne. V tem primeru sledite oznakam "Baza 20". Iz Kočevja do Skavtskega okoljskega centra je 18,5 km.